# Hogna medica
Hogna medica är en spindelart som först beskrevs av Pocock 1889.  Hogna medica ingår i släktet Hogna och familjen vargspindlar.
Artens utbredningsområde är Iran. Inga underarter finns listade i Catalogue of Life.